# Скакун Микола Петрович
Скакун Микола Петрович (31 січня 1924, с. Уяринці, нині Тиврівського району Вінницької області — 29 січня 2006, м. Тернопіль) — український вчений у галузі медицини. Доктор медичних наук (1961), професор (1963). Почесний академік Української АН національного прогресу (1996). Заслужений працівник ВШ УРСР (1981).

## Життєпис
У 1930 році вступив, а в 1940 році закінчив середню школу з відмінним атестатом.
У 1940 році був зарахований в І Київський медичний інститут. З початком Великої Вітчизняної війни переведений на ІІ курс Донецького медичного інституту, згодом евакуйований в м. Тбілісі. В липні 1942 р. призваний до лав Радянської Армії та направлений на навчання в Ленінградську Військово-медичну академію ім. С. Кірова (м. Самарканд).
У серпні 1943 р. за наказом Командуючого Волховським фронтом був направлений в розпорядження Ленінградського штабу партизанського руху, а пізніше закинутий в німецький тил у розпорядження командування 5-ї партизанської бригади, де виконував обов'язки старшого лікаря 1 партизанського полку. Після звільнення Ленінградської та Псковської областей був направлений в діючу армію Ленінградського фронту, потім І Прибалтійського та І Українського фронтів, де виконував обов'язки старшого лікаря стрілецького полку та командира санітарної роти. В грудні 1945 року був демобілізований та направлений на посаду завідуючого Копистиринським фельдшерсько-акушерським пунктом. У вересні 1946 року зарахований студентом ІІ курсу Львівського медичного інституту, який закінчив 1950 (нині медичний університет) та був зарахований аспірантом кафедри фармакології цього інституту, де 1953—1957 — асистент, доцент кафедри фармакології. Від 1957 — в Тернопільському медичному інституті (нині ТДМУ): завідувач кафедри фармакології (до 1991), 1991—2006 — професор цієї кафедри.
М. П. Скакун створив наукову школу тернопільських фармакологів-гепатологів. Вагомий внесок зробив у розвиток фармакогенетики. Він вперше звернув увагу на важливу роль генетичних факторів у дії лікарських засобів на організм, їх токсичності та ефективності при різноманітних захворюваннях. Ініціював вивчення гепато- і ембріотоксичності лікарських засобів та отрут, особливо етилового спирту.

## Науковий доробок
Автор 10 монографій, 10 навчальних посібників, 4 підручників, близько 300 наукових статей; авторське свідоцтво на винахід.
Праці з питань фізіології і патології травлення, підручники з лікарської рецептури, порадники з лабораторних вправ з фармакології.
Серед видань М. П. Скакуна:
1. Скакун М. П. Невідкладні стани у терапевтичній практиці: навч. посіб. для студ. і курсантів мед. ун-тів акад. та ф-тів післядипломної освіти / М. П. Скакун, Л. М. Охримович, Л. С. Білик. — Тернопіль: Укрмедкнига, 1998. — 344 с.
2. Скакун М. П. Основи доказової медицини / Микола Петрович Скакун. — Тернопіль: Укрмедкнига, 2005. — 244 с.
3. Скакун М. П. Основи фармакології з рецептурою: підруч. для студ. вищих мед. навч. закл. I—II рівнів акредитації / М. П. Скакун, К. А. Посохова. — 2-ге вид. перероб. та допов. — Тернопіль: Укрмедкнига, 2004. — 606 с.
4. Скакун М. П. Фармакотерапія невідкладних станів: навч. посіб. для студ. мед. ін-тів, інтернів та курсантів удосконалення лікарів / М. П. Скакун, Л. М. Охримович. — 2-ге вид., розшир. — Тернопіль, 1993. — 245 с.
5. Скакун, М. П. Фармакотерапія невідкладних станів: учбовий посіб. для студ. лікувального ф-ту та курсантів ф-ту вдосконалення лікарів / М. П. Скакун, Л. М. Охримович. — Тернопіль, 1992. — 184 с.
6. Фармакологія: підруч. для студ. вищих мед. навч. закл. III—IV рівнів акредитації / І. С. Чекман, О. І. Бекетов, В. М. Бобирєв [та ін.] ; за ред. І. С. Чекмана. — Київ: Вища школа, 2001. — 598 с. : табл.

## Вшанування пам'яті
У березні 2006 Навчально-науковому інституту фармакології, гігієни та медичної біохімії ТНМУ присвоєно ім'я М. П. Скакуна.

## Нагороди
- Орден «Знак Пошани» (1976),
- Орден Вітчизняної війни 2-го ступеня (1985),
- Орден Б. Хмельницького (1999),
- медалі.